# Психологически трилър
Психологически трилър е вид трилър, който се фокусира върху нестабилното или делюзионно психическо състояние на героите. Често повествованието се води от гледната точка на съответния психически напрегнат герой, разкривайки неговите изкривени възприятия, или показва взаимоотношенията между няколко обсесивни или патологични герои. Психологическите трилъри често включват елементи на драма, екшън или на криминалния жанр.